# تطور الإله
كتاب تطور الإله نشر هذا الكتاب عام 2009 وهو من تأليف روبرت رايت ويتحدث الكاتب فيه عن تاريخ المفهوم الذي يسمى الله في الديانات الإبراهيمية الثلاث من خلال مجموعة متنوعة من الوسائل، بما في ذلك علم الآثار والتاريخ واللاهوت وعلم النفس التطوري. والأنماط التي تربط اليهودية، المسيحية، والإسلام والطرق التي غيرت مفاهيمها مع مرور الوقت.

## علم النفس التطوري
أحد استنتاجات الكتاب الذي يحاول رايت أن يوصلها هو التوفيق بين العلم والدين. كما يتكهن بمستقبل مفهوم الله.ويناقش رايت دور البيولوجيا التطورية في تطوير الدين. افترض عالم الوراثة دين هامر أن بعض الناس لديهم جين معين يجعلهم ميالين للاعتقاد الديني، وهو ما يدعوه بجين الله، وأنه مع مرور الوقت كان الانتقاء الطبيعي هو الذي يفضل هؤلاء الناس لأن روحانيتهم تدعو للتفاؤل. ومع ذلك، يعتقد رايت أن الميل نحو الإيمان الديني ليس سمة تكيفية متأثرة بالانتقاء الطبيعة، بل هي سمة ثانوية تكون مدعومة بتكييفات تم اختيارها أصلاً لأغراض أخرى. يقول رايت إن الدماغ البشري يتعامل مع المعتقد الديني على أساس كيف يمكن لهذا المعتقد التكيف على قيد الحياة والتكاثر في المجتمعات البدائية القديمة.
ويشير إلى أربع سمات أساسية للدين تتوافق مع تكيفات بقاء الدماغ البشري:
- ادعاءاتها يمكن أن تكون مفاجئة وغريبة وحتى غير قاطعة.
- تدعي أنها تبين ما الذي يحدث الأشياء الجيدة والسيئة.
- إنه يخبر الناس أنه يمكنهم التحكم في هذه الأسباب وزيادة نسبة النتائج الجيدة إلى السيئة.
- من الصعب تزويرها أو دحضه

```
لقد تكيف البشر للاهتمام بالمعلومات المفاجئة والمربكة، لأنه يمكنها أن يحدث الفرق بين الحياة والموت. (على سبيل المثال، إذا غادر شخص المخيم وغادر في ظروف غامضة أبداً، فسيكون من الحكمة أن يكون الآخرون في حالة حذر تجاه حيوان مفترس أو خطر آخر.) إن فهم ومراقبة السبب والنتيجة له الأولوية القصوى في الدماغ البشري، لأن البشر يعيشون في مجموعات اجتماعية معقدة حيث يكسب التنبؤ والتأثير على تصرفات وأفكار الآخرين حلفاءهم وحالتهم والوصول إلى الموارد. مع توسع قدرات الإدراك البشري والفضول على مر القرون، توسع تحقيقهم في السبب والنتيجة من السياق الاجتماعي الصارم إلى العالم بأسره، وفتح الأبواب أمام الأديان لشرح أشياء مثل الطقس والمرض.
```

```
على الرغم من أن بعض هذه التفسيرات كانت غريبة وربما مشكوك فيها، إلا أن حقيقة أنها لم يمكن من الممكن إثبات عدم صحتها بشكل كامل وذلك أعطاها مصداقية ويأتي رايت بمثال عن من شعب الهايدا وهم السكان الأصليين للساحل الشمالي الغربي لأمريكا الشمالية كانوا يحاولون استرضاء ألوهيات الحيتان القاتلة لتهدئة الأعاصير في البحر. كانوا يسكبون المياه العذبة في المحيط أو يربطون 
التبغ
 أو شحم الغزلان حتى نهاية المجذاف. مات بعض الناس بالتأكيد بالرغم من هذه العروض، لكن أولئك الذين بقوا على قيد الحياة كانوا شاهدين على فعالية الطقوس المحتملة.
```

يمكن أيضاً أن تستمر المعتقدات الغامضة وغير المثبتة في ثقافة ما لأن الأدمغة البشرية قد تكيفت لتتفق مع معتقدات المجموعة حتى ولو كانت تتعارض مع حكم الفرد أو معتقداته الشخصية، حيث إن الشخص الذي ينفر من المجموعة يفقد الحماية والطعام والزملاء. يستشهد رايت بتجارب اختبار Asch ، حيث يفترض أن متلازمة ستوكهولم ليست متلازمة ناتجة طبيعيًا عن التطور، طريقة الدماغ لضمان قبول الشخص وقبوله من قبل مجموعته الاجتماعية الجديدة. بالإضافة إلى ذلك، يمكن أن تستمر المعتقدات لأنه بمجرد أن يعلن شخص ما عن اعتقاده، وجد علماء النفس الاجتماعي أنه يميل إلى التركيز على الأدلة الداعمة لهذا الاعتقاد بينما يتجاهل بشكل ملائم الأدلة المتناقضة معه، وهي مغالطة منطقية تُعرف باسم قطف الكرز.